# 26283 Oswalt
26283 Oswalt è un asteroide della fascia principale. Scoperto nel 1998, presenta un'orbita caratterizzata da un semiasse maggiore pari a 2,1678698 au e da un'eccentricità di 0,1825021, inclinata di 3,54125° rispetto all'eclittica.
L'asteroide è dedicato all'astronomo statunitense Terry Oswalt.